# L'arbre de les cireres
L'arbre de les cireres és una pel·lícula de coproducció hispano-franco-belga dirigida per Marc Recha el 1998. Fou rodada a la Vall de Gallinera (Marina Alta) amb els personatges parlant la varietat local del valencià. La música és de Toti Soler.

## Argument
La narració s'emmarca en la proximitat de les festes de Nadal i es desenvolupa en cinc talls temporals marcats en plans breus.
Àngel és un nen que viu en un poble de la Vall de Gallinera amb la seua àvia malalta i trista (que no parla gens durant la pel·lícula) i la seua germana Dolors, que els cuida a tots dos i treballa en un forn al mateix temps que manté relacions íntimes inestables amb diferents homes. La mare d'Àngel i Dolors se n'ha anat amb un circ de gira. Àngel està mig abandonat i construeix un món a la seua mida. D'altra banda, el metge del poble, Martí, se'n va a ciutat i ensenya els procediments rurals al seu successor, Andreu, que fuig d'una vida frustrada.
Una història coral amb uns personatges que provenen de la ciutat i que es transformen gràcies al contacte amb la naturalesa.

## Repartiment
- Blai Pascual - Àngel
- Diana Palazón - Dolors
- Rosana Pastor - Mare d'Àngel i Dolors
- Jordi Dauder - Martí
- Pere Ponce - Andreu
- Isabel Rocatti - Roser

## Premis
- VIII Premis Turia (1998): Premis a nous realitzadors.[4]
- Festival Internacional de Cinema de Locarno (1998): Premi Fipresci.[5]
- Festival Internacional de Cinema Fantàstic de Sitges (1998): Premi de la Crítica.[6]